# 阮崇武
阮崇武（1933年5月28日—），河北怀安人，中华人民共和国高级官员。

## 生平
其父阮慕韩为原呼和浩特市长。1957年毕业於莫斯科汽车机械学院机械系。回国后，历任沈阳铸造研究所主任，上海材料研究所副所长，上海市科协副秘书长。1983年任上海市人民政府副市长，1985年任公安部部长。1987年1月胡耀邦辞去党的总书记职务，阮崇武改任国家科委副主任。1989年7月獲全國人大常委會任命為劳动部部长。1993年任海南省委书记兼省长。1998年3月，第九届全国人大第一次会议上，他当选全国人民代表大会常务委员会委员。2003年3月當選為第十届全国人大代表，在連任競選第十屆全國人大常委會委員时落选。
中共第十二屆（1985年9月增選）、十三屆、十四屆中央委員。
姐姐阮若瑛，是阮铭的妻子。